# Ida Barbarigo
Pour les articles homonymes, voir Barbarigo.
Ida Cadorin, dite Ida Barbarigo, née le 26 août 1920 à Venise et morte le 15 janvier 2018 dans la même ville, est une peintre italienne de la Nouvelle École de Paris.

## Biographie
Ida Barbarigo naît dans la famille des Cadorin, sculpteurs, peintres et architectes de génération en génération depuis la Renaissance. Son père Guido Cadorin connaît une certaine notoriété dans les années 1920-1940. Après des études classiques, Ida Barbarigo fréquente durant quatre ans l'Académie des Beaux-Arts de Venise, y suivant les cours de son père et du sculpteur Arturo Martini. Elle rencontre alors Zoran Mušič et effectue à partir de 1947 ses premiers voyages à l'étranger, notamment en Suisse et en 1949 à Paris. Elle épouse la même année le peintre Zoran Mušič. Travaillant dans les cafés et dans les rues, le thème préféré de sa peinture est celui des chaises sur les places ou empilées pour la nuit dans les cafés. 
En 1952, Ida Barbarigo s'installe à Paris, rue Mazarine, réalisant de nombreuses aquarelles (séries des « Luxembourg » et « Mabillon »), tout en conservant son atelier de Venise, dans la maison dei Carmini, où elle séjourne une partie de l'année. Elle se lie avec les peintres Gischia et Pignon, les critiques Pierre Francastel et Jean Bouret. Invitée à partir de 1955 au Salon de Mai, elle participe en 1956 à l'exposition « Dix jeunes peintres de l'École de Paris » à la Galerie de France de Myriam Prévot et Gildo Caputo. Résidant rue Duphot, près de la Madeleine, elle peint les chaises du café « Queenie » puis celles du Jardin des Tuileries. 
Une exposition particulière des œuvres d'Ida Barbarigo est présentée en 1960 au musée d'art moderne de Rijeka puis, l'année suivante, à Ljubljana et Zagreb. En 1962 « Sei pittori di Parigi » réunit à Cortina d'Ampezzo Barbarigo, Gischia, Mušič, Pignon, Pulga et Scialoja, en 1964 « 6 Pariser Maler » rassemble au Wolfsbourg Kunstverein, puis à la Kunsthalle de Nuremberg, Barbarigo, Anna-Eva Bergman, Gischia, Hartung, Music et Pulga. Par la suite, Ida Barbarigo réalise régulièrement des expositions particulières, à Venise, Bâle, Milan, Brunswick, Londres, Bologne ou Paris.
En 1978, Ida Barbarigo revient s'établir à Venise tout en gardant un appartement à Paris, rue du Bac. 
Dans les années 1980, Mušič et Ida Barbarigo s'installent dans l'ancien Palais Balbi-Valier, à Dorsoduro, près de la Gallerie dell'Accademia de Venise. C'est là qu'ils recevront assez régulièrement, entre 1980 et 1995, le président François Mitterrand.
Des œuvres d'Ida Barbarigo sont notamment conservées au musée d'art moderne de Nuremberg, à la Staatsgalerie moderner Kunst de Munich, au Kunstforening de Narvik, à l'Instituto Valenciano de Arte Moderno de Valencia.
Elle meurt le 15 janvier 2018 à Venise.

### Famille
Ida Barbarigo est issue d'une famille d'artistes vénitiens; elle fut la femme du peintre Zoran Mušič de 1949 jusqu'à la mort de ce dernier en 2005.

## Principales séries d'œuvres
- Expériences dynamiques, 1958-1960
- Seggiole e tavolini, 1962
- I Giudici, 1971
- A parte, 1973-1974
- Les Persécuteurs, Les Alchimistes, 1977-1979
- Feuilles, 1980
- La Ville, 1885-1991
- La Mer, La Plage, 1986-1988
- I luoghi, 1989
- Les Sphynges, 1994-1995
- I volti, 1995-1996
- La cerchia di Saturno, 1998
- I terrestri, 2006
- Erme e Saturni, 2015

## Jugements
« Ida Barbarigo est le peintre des chaises, comme il y eut Uccello le peintre des oiseaux, Watteau celui des fêtes galantes, Morandi des bouteilles, flacons et verreries et Cézanne des pommes. »
Jean Bouret, Ida Barbarigo, Galerie Grosvenor, Londres, 1971.
« Le thème de prédilection de l'artiste, avec lequel elle crée son premier langage, ce sont les chaises, celles qu'on rencontre au hasard des promenades, abandonnées dans les jardins ou aux terrasses des cafés ou bien empilées pour dormir. (...) Saisies comme des insectes, fixées comme des papillons, (...) leurs empilements systématiques organisés en épures géographiques quasi abstraites (...) les voici peintes en pleine pâte, leurs contours soulignés par des complémentaires ; elles mêlent leurs formes, leurs pieds tordus comme des jambes mouvantes que leur ombre prolonge sur le sol. Elles deviennent les personnages qu'elles supportèrent ou qui les habiteront encore. Vides, elles sont peuplées de présences qui durent et poursuivent des échanges animés. »
Jacques Lassaigne, Ida Barbarigo, Galerie de France, Paris, 1976.